# Mount Lama
Mount Lama ist ein 800 m hoher Berg aus blankem Fels in den Denton Hills an der Scott-Küste des ostantarktischen Viktorialands. Er ragt aus dem Gebirgskamm nördlich des Miers-Gletschers auf und bildet die Südwand des Tals Shangri-la.
Teilnehmer einer von 1960 bis 1962 durchgeführten Kampagne im Rahmen der neuseeländischen Victoria University’s Antarctic Expeditions benannten ihn in Anlehnung an die Benennung des Tals nach dem Lama, einem Lehrmeister des tibetischen Buddhismus.